# Famille Bouhageb
Cette page explique l’histoire ou répertorie les différents membres de la famille Bouhageb.
La famille Bouhageb, également orthographié Bouhajeb, est une grande famille tunisienne. Le cheikh Salem Bouhageb, le fondateur de la lignée tunisoise, appartient à une famille de fermiers villageois descendants de la tribu des Mhadhba. Érudit et savant dans les domaines religieux et politique, il réussit à émerger dans la société tunisoise, dans la deuxième moitié du XIXe siècle, et à faire partie de ses notables ; il est suivi par ses descendants qui exercent des métiers honorables dans les sciences juridiques, la médecine et l'administration beylicale au début du XXe siècle.
Parmi ses membres notables figurent :
- Ali Bouhageb (1887-1965), pharmacien et homme politique
- Amor Bouhageb (1862-1923), acteur de la société civile issu de la première promotion du Collège Sadiki[2]
- Ahmed Bouhageb (1876-1944), l'un des premiers avocats musulmans du pays
- Hassine Bouhageb (1872-1946), médecin et éducateur
- Khelil Bouhageb (1863-1942), homme politique
- Salem Bouhageb (1827-1924), réformateur et ouléma